# Liste der Kulturdenkmale in Sterup
In der Liste der Kulturdenkmale in Sterup sind alle Kulturdenkmale der schleswig-holsteinischen Gemeinde Sterup (Kreis Schleswig-Flensburg) und ihrer Ortsteile aufgelistet (Stand: 14. April 2025).
Die Bodendenkmale sind in der Liste der Bodendenkmale in Sterup aufgeführt.

## Legende
In den Spalten befinden sich folgende Informationen:
- Objekt-ID: die Nummer des Kulturdenkmales
- Lage: die Adresse des Kulturdenkmales und die geographischen Koordinaten. Kartenansicht, um Koordinaten zu setzen. In der Kartenansicht sind Kulturdenkmale ohne Koordinaten mit einem roten Marker dargestellt und können in der Karte gesetzt werden. Kulturdenkmale ohne Bild sind mit einem blauen Marker gekennzeichnet, Kulturdenkmale mit Bild mit einem grünen Marker.
- Offizielle Bezeichnung: Bezeichnung des Kulturdenkmales
- Beschreibung: die Beschreibung des Kulturdenkmales
- Bild: ein Bild des Kulturdenkmales

## Sachgesamtheiten
| Objekt-ID      | Lage                                                              | Offizielle Bezeichnung | Beschreibung | Bild                             |
| -------------- | ----------------------------------------------------------------- | ---------------------- | --- | -------------------------------- |
| 40987 Wikidata | Alte Dorfstraße, Kappelner Straße 9 (54° 43′ 47″ N, 9° 44′ 17″ O) | Kirche St. Laurentius  | Aktualisierung vorgesehen - Begründung: geschichtlich, künstlerisch, städtebaulich, Kulturlandschaft prägend - Schutzumfang: Kirche St. Laurentius mit Ausstattung, Kirchhof, Osterpforte, Nebenpforte, Baumkranz (Alte Dorfstraße); Pastorat (Kappelner Straße 9) | weitere Fotos \| Fotos hochladen |

## Bauliche Anlagen
| Objekt-ID | Lage                                             | Offizielle Bezeichnung                | Beschreibung | Bild                             |
| --------- | ------------------------------------------------ | ------------------------------------- | --- | -------------------------------- |
| 108       | Alte Dorfstraße (54° 43′ 47″ N, 9° 44′ 17″ O)    | Kirche St. Laurentius mit Ausstattung | Alteintragung (Aktualisierung vorgesehen) - Begründung: geschichtlich, künstlerisch, städtebaulich - Schutzumfang: gesamtes Objekt - Denkmaltyp: Bauliche Anlage, Sachgesamtheit: Kirche St. Laurentius | weitere Fotos \| Fotos hochladen |
| 3060      | Grünholzhof 1 (54° 42′ 45″ N, 9° 45′ 52″ O)      | Wohnhaus Grünholzhof                  | Alteintragung (Aktualisierung vorgesehen) - Begründung: Alteintragung (Aktualisierung vorgesehen) - Schutzumfang: Alteintragung (Aktualisierung vorgesehen) - Denkmaltyp: Bauliche Anlage | BW                               |
| 41262     | Hoheluft 4 (54° 42′ 56″ N, 9° 46′ 21″ O)         | Wohn- und Wirtschaftsgebäude          | Wohn- und Wirtschaftsgebäude; im Kern 18. Jh.; ehem. Kate, eingeschossiger traufständiger Fachwerkbau, reetgedecktes Halbwalmdach mit Hängeholzfirst, Eingang an Straßenfront außermittig, Toreinfahrt im Osten - Begründung: geschichtlich, Kulturlandschaft prägend - Schutzumfang: Wohn- und Wirtschaftsgebäude, - Denkmaltyp: Bauliche Anlage | BW                               |
| 4049      | Kappelner Straße 9 (54° 43′ 41″ N, 9° 44′ 25″ O) | Pastorat                              | Alteintragung (Aktualisierung vorgesehen) - Begründung: geschichtlich, künstlerisch, städtebaulich - Schutzumfang: Alteintragung (Aktualisierung vorgesehen) - Denkmaltyp: Bauliche Anlage, Sachgesamtheit: Kirche St. Laurentius | Fotos hochladen                  |

| Objekt-ID | Lage                                          | Offizielle Bezeichnung | Beschreibung | Bild |
| --------- | --------------------------------------------- | ---------------------- | --- | ---- |
| 21256     | Alte Dorfstraße (54° 43′ 48″ N, 9° 44′ 15″ O) | Kirchhof               | Alteintragung (Aktualisierung vorgesehen) - Begründung: geschichtlich, Kulturlandschaft prägend - Schutzumfang: Kirchhof, Osterpforte, Nebenpforte, Baumkranz - Denkmaltyp: Gründenkmal, Sachgesamtheit: Kirche St. Laurentius | BW   |

## Quelle
- Liste der Kulturdenkmale in Schleswig-Holstein – Kreis Schleswig-Flensburg

- Karte mit allen Koordinaten:
- OSM |
- WikiMap